# Castiglione Chiavarese
Castiglione Chiavarese é uma comuna italiana da região da Ligúria, província de Génova, com cerca de 1.472 habitantes. Estende-se por uma área de 30 km², tendo uma densidade populacional de 49 hab/km². Faz fronteira com Carro (SP), Casarza Ligure, Deiva Marina (SP), Maissana (SP), Moneglia.

## Demografia
| Variação demográfica do município entre 1861 e 2011                               |
|                                                                                   |
| Fonte: Istituto Nazionale di Statistica (ISTAT) - Elaboração gráfica da Wikipedia |